# Róg rosyjski

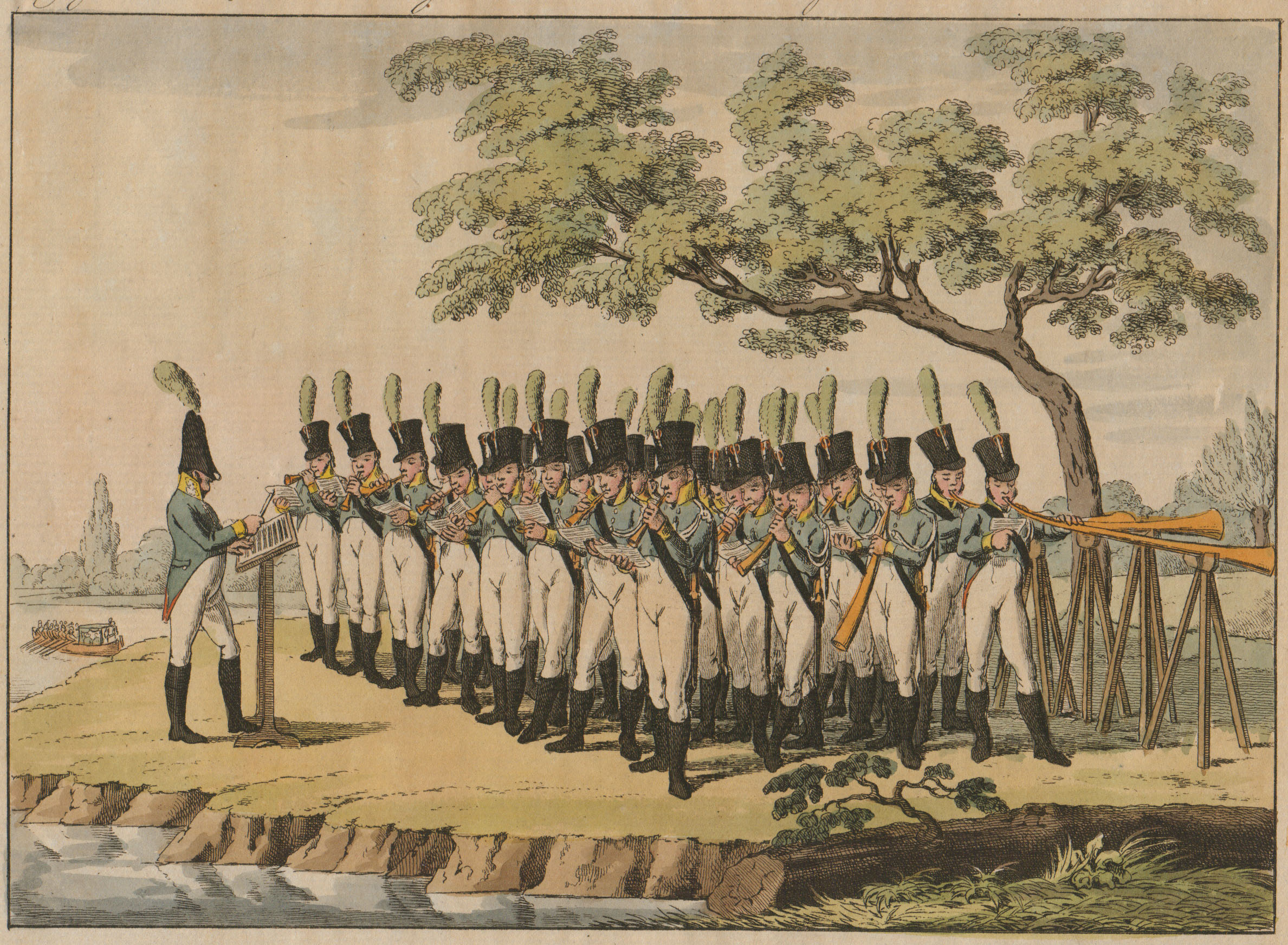
Rosyjska orkiestra rogowa

Róg rosyjski – instrument muzyczny dęty z grupy aerofonów ustnikowych. Koniczna, sierpowato zagięta rura wykonana z mosiądzu lub spiżu i zakończona ruchomą czarą głosową umożliwiającą strojenie. Przystosowany do wydawania tylko jednego dźwięku (nie stosowano techniki przedęcia) – drugiego z szeregu harmonicznego. Wprowadzony w 1751 przez marszałka dworu Piotra Fiodorowicza – Siemiona Naryszkina (później Wielkiego Łowczego) w Petersburgu.
Budowano go w różnych wielkościach i używano w wieloosobowych zespołach – orkiestrach złożonych z chłopów pańszczyźnianych (tzw. muzyka jegrów). Każdy waltornista dął w jeden, nastrojony w takiej samej tonacji róg, razem z innymi tworząc akordowe współbrzmienia podobne do organowych.
Nadworny kapelmistrz Naryszkina – Jan Antonín Mareš – opracował specjalną notację pozwalającą dyrygować zespołem niewykwalifikowanych instrumentalistów: wskazywał nazwę instrumentu oraz oktawę, a określeni muzycy wykonywali melodię wg zapisanego w notacji rytmu. Pierwszy raz taka „orkiestra rogowa” wykorzystana była do akompaniowania orkiestrze dętej złożonej z dwunastu rogów myśliwskich, dwóch puzonów i dwóch trąbek pocztowych.
Róg rosyjski używany był do połowy XIX wieku.
W XXI wieku tradycję gry na rogu rosyjskim popularyzuje Rosyjska Orkiestra Waltorniowa.